# Кондратьев, Никита Семёнович
Ники́та Семёнович Кондра́тьев (29 декабря 1915, Павловский Посад, Московская губерния — 16 августа 1986, Москва) — советский актёр театра МХАТ им. М. Горького и кино.

## Биография
Никита Кондратьев родился 29 декабря 1915 года в Павловском Посаде Московской губернии. В 1937 году окончил ВГИК. C 1937 года служил в МХАТ СССР имени М. Горького. Созданные им образы в народных сценах отличались особой пластической выразительностью и глубоко точной характерностью.
Широкую известность получил в 1939 году после роли Антона в фильме-сказке «Василиса Прекрасная» режиссёра Александра Роу по пьесе-сказке Галины Владычиной.
Впоследствии часто появлялся на экране, исполняя небольшие роли. Показал себя блестящим мастером эпизода. В числе наиболее известных работ — роли в картинах «Прощай, Америка!» (Джонни Грейвс), «За витриной универмага» (Клим Петрович Куропаткин), «Трудное счастье» (Тимошка), «Марья-искусница» (Морской Петух), «Слепой музыкант» (Кузьма), «Оптимистическая трагедия» (высокий анархист).
Никита Семёнович Кондратьев умер 16 августа 1986 года в Москве.

## Творчество

### Роли в театре

#### МХАТ имени Максима Горького
- Горячее сердце — Жигунов
- Царь Фёдор Иоаннович — Голубь-сын
- Разлом — матрос
- Лиса и виноград — эфиоп
- Дни Турбиных — гетман
- Медная бабушка — Никита
- Амадей — мажордом

### Роли в кино
- 1935 — Мяч и сердце — вратарь
- 1938 — Детство Горького — отчим Максимов
- 1938 — Волга-Волга — Филипп Иванович, официант
- 1939 — Девушка с характером — фотокорреспондент (нет в титрах)
- 1939 — Василиса Прекрасная — Антон, старший сын
- 1940 — Любимая девушка — экскурсант на заводе (нет в титрах)
- 1944 — Зоя — учитель (нет в титрах)
- 1948 — Искусство актёра (документальный) — Максим Горький
- 1951 — Прощай, Америка! — Джонни Гревс, секретарь посольства
- 1955 — За витриной универмага — Клим Петрович Куропаткин, долговязый счетовод
- 1957 — Огненные вёрсты — Афоня, дурачок на хуторе
- 1958 — Человек с планеты Земля — персонаж Жюль Верна
- 1958 — Трудное счастье — Тимошка
- 1958 — Новые похождения Кота в сапогах — посол графа Домино
- 1959 — Марья-искусница — Морской Петух, хранитель взбесившегося рака, надменный придворный
- 1960 — Убить человека (короткометражный) — дворецкий
- 1960 — Слепой музыкант — Кузьма
- 1960 — Мичман Панин — судья (нет в титрах)
- 1960 — Мёртвые души (фильм-спектакль) — Мижуев, зять Ноздрёва
- 1961 — Совершенно серьёзно (киноальманах) — эпизод (нет в титрах)
- 1962 — Седьмой спутник (фильм-спектакль) — арестованный
- 1962 — Мы вас любим — член художественного совета
- 1962 — Большая дорога (Velká cesta) — английский генерал (нет в титрах)
- 1963 — Теперь пусть уходит — проводник
- 1963 — Оптимистическая трагедия — высокий анархист
- 1967 — Татьянин день — артист
- 1968 — Тебе мое сердце (фильм-спектакль)
- 1968 — Барсуки (фильм-спектакль) — мужик
- 1969 — Егор Булычов и другие (фильм-спектакль) — Пропотей, блаженный
- 1971 — Коммунары (фильм-спектакль) — эпизод (нет в титрах)
- 1972 — Записки Пиквикского клуба (фильм-спектакль) — свирепый извозчик
- 1972 — День за днём — на показе мод (нет в титрах)
- 1976 — Степной король Лир (фильм-спектакль) — эпизод (нет в титрах)
- 1976 — Ну, публика! (фильм-спектакль) — эпизод (нет в титрах)
- 1977 — Чеховские страницы (фильм-спектакль) — работник банка
- 1979 — Мёртвые души (фильм-спектакль) — Мижуев, зять Ноздрева.